# Papua Południowo-Zachodnia
Papua Południowo-Zachodnia (indonez. Papua Barat Daya) – prowincja w Indonezji na wyspie Nowa Gwinea na półwyspie Ptasia Głowa; powstała 8 grudnia 2022 z części prowincji Papua Zachodnia. Projekt ustawy o utworzeniu prowincji Papua Południowo-Zachodnia został przyjęty (ustawą nr 29 z 2022 r.) i tym samym stała się ona 38. prowincją Indonezji. Nazwa Południowo-Zachodnia jest niezgodna z geograficznym położeniem prowincji, ponieważ znajduje się w północno-zachodniej części Papui.  

## Podział administracyjny
Papua Południowo-Zachodnia dzieli się na 1 okręg miejski (Sorong) i 5 dystryktów:
- Sorong
- Sorong Selatan
- Raja Ampat
- Tambrauw
- Maybrat